# Agaué
Agaué (řecky Αγαύη, Agaué; latinsky Agave) byla v řecké mytologii dcera thébského krále Kadma a jeho manželky Harmonie. Jejím manželem byl Echíón. Podle některých zdrojů podle ní získala své jméno rostlina agáve.
Její syn, thébský král Pentheus, nenáviděl boha vína Dionýsa, kdežto Agaué právě naopak Dionýsa ctila. Když na jedné velké slavnosti bůh pozval thébské ženy, aby se s ním radovaly, rozjařily se tak, že v extázi začaly trhat na kusy dobytek a poté se obrátily proti svému králi Pentheovi, zabily ho a Agaué osobně mu srazila hlavu, kterou prý potom přinesla do města.
Podle jiné verze však Agaué v euforii zabila svého syna proto, že byl nepřítelem radosti, kterou Dionýsův nápoj – víno – přinášel lidem. Pentheus byl mrzout, žádné radosti nevyhledával, víno a radovánky považoval za věci, které lidi vytrhují a odvádějí od práce nebo od vážných povinností jako jsou třeba války.

## Jiná postava
V mýtech se vyskytuje ještě jiná Agaué, jedna z Néreidek (mořských víl). Tato Agaué byla prý „úžasně krásná“, ale větší úlohu nehrála.